# Salto del Guairá
Salto del Guairá és una ciutat del Paraguai, capital del departament de Canindeyú. Es troba a 600 km de la capital del país, Asunción, i a tan sols 6 km de la frontera amb el Brasil.

## Població
D'acord amb les dades del cens del 2002, Salto del Guairá tenia una població urbana de 6.653 habitants (11.298 al districte), segons l'estudi de la Direcció General d'Estadística, Enquestes i Censos.

## Origen del nom
El nom de la ciutat deriva d'una de les cascades més grans d'Amèrica del Sud, Saltos del Guairá. Actualment, la cascada ja no existeix, però ha deixat espai al gran llac artificial d'Itaipú, el qual marca el seu límit nord.

## Història
La ciutat va ser fundada el 3 de març de 1959; el 30 de juliol de 1973 es va formar el districte, mentre que el 2 de juliol de 1974 Salto del Guairá va ser reconeguda capital de Canindeyú.